# ニウエと中国の関係
本項目では、ニウエと中華人民共和国の関係について述べる。

## 略歴
2008年10月18日中国初の在ニウエ大使である張立民が、ニウエの首相トケ・タランギに信任状を提出し、受理された。張は在ニュージーランド中国大使でもある。
2009年7月、タランギは、ニュージーランドから開発援助がもたらされない場合、代わりに中国に求める、と述べた。
中国とニウエが国交を結んだことは、中国と大洋州の関係というより広い文脈から見られることもある。オセアニアのすべての独立国は、中華人民共和国か中華民国のどちらか片方と外交・経済関係を維持している。

## 樹立までの背景
ニウエと中国の国交は、両国での多くの議論のあとに樹立した。2004年、中国主席の温家宝はニウエ首相のヤング・ビビアンに電報を送り、暴風被害を受けたニウエに対して弔慰の意を表した。2006年4月には、フィジーで開かれた「中国・太平洋島嶼国経済開発協力フォーラム」に伴って温とビビアンが会談を行った。2006年8月1日、ビビアンと元中国外相の李肇星がウェリントンで協議した。また2007年6月、ビビアンが訪中している 。
ニウエは太平洋諸島フォーラムの加盟国であり、その他多くの 地域機関・国際機関のメンバー国でもある。国際連合の加盟国ではないものの国連海洋法条約、国連気候変動枠組条約、オタワ条約、ラロトンガ条約の締約国ではある。

## ニウエ憲法との関係
ニウエは、1974年9月3日の投票で憲法を承認して以来、ニュージーランドと自由連合を組んで、自治を行ってきた。ニウエはその内政に対して全責任を負っている。ニウエの対外的な立場はあまり明確に決まっているわけではない。ニウエ憲法制定法の第6条では以下のように規定される。

第8条によると、
ニウエは2007年12月12日に中華人民共和国と外交関係を樹立した。ニウエの憲法上の立場とは関係なく、ニュージーランド政府に他国と外交関係を樹立する能力があることは明らかである。ニュージーランド政府のウェブサイトによると、
伝統的に、ニウエの外交問題と国防は、中国との十全な外交関係を持つニュージーランドの責務であるとみなされてきた。ニウエの憲法上、そのような問題に対しては、ニュージーランド首相とニウエ首相との間で協議が必須であり、中国と国交を樹立する前にそのような協議が行われたかはよくわかっていない。そのため、ニウエ当局はニウエ憲法によって与えられた権限を逸脱した可能性がある。 
また、ニウエと中国とで調印された共同声明と、ニュージーランドと中国の間で形成された合意とでは、台湾の処遇が異なっている。ニュージーランドは台湾に対する中国の立場を認識しつつも明示的に認めてはいない。その一方でニウエは、「世界に中国は一つしかないこと、中華人民共和国政府が中国全体を代表する唯一の政府であること、台湾は中国領土の不可譲領土であること」を認めている。はたしてニウエが、ニュージーランドとの自由連合を続けることで利益を得ながらも、ニュージーランドのアドバイスを度外視して独自の外交関係を樹立することはできるのか、疑問視する批評家もいる。